# 壬生町

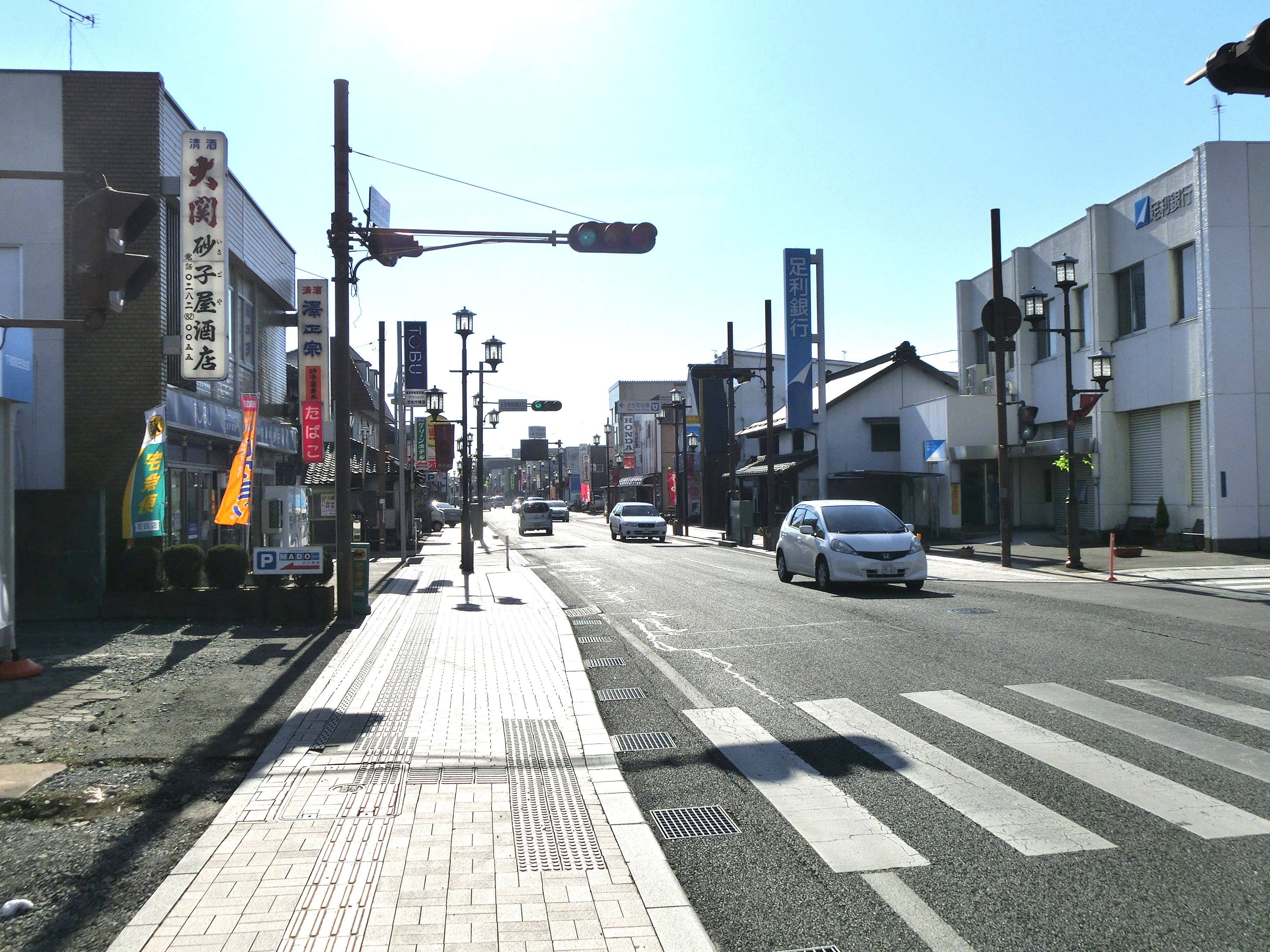
壬生町中心部

壬生町（みぶまち）は、栃木県の県央南部に位置し、下都賀郡北部に属する人口約4万人の町。2005年（平成17年）以降、栃木県内で最も人口の多い町である。

## 概要
室町時代に築かれた壬生城の城下町で、江戸時代には日光街道の宿場町となるとともに黒川の河川交通によっても栄えてきた。江戸時代には壬生藩が置かれたが、当町に属する地域がすべて壬生藩領であったわけではなく、旧南犬飼村の一部には宇都宮藩領に属していた地域も存在する。また1年あまりで廃藩（元禄5 - 6年）になったものの、上田地区には下野上田藩が存在していた時期がある。
町の中央を流れる黒川沿いには茶臼山古墳や車塚古墳など多数の古墳が存在する。
1962年（昭和37年）に輸出用玩具の工業団地の誘致が決定された後、企業の進出とともに東武宇都宮線おもちゃのまち駅が新設され、1977年（昭和55年）には周辺地域の住居表示自体が「おもちゃのまち」となりユニークな地名となっている。
2017年に、町役場を建て替える計画があることが報じられ、2022年に役場新庁舎が開庁した。
下都賀郡の自治体ではあるが、旧・石橋町（現・下野市）とともに宇都宮市との結びつきが強い。宇都宮市への通勤率は18.7％（平成22年国勢調査）。

## 地理
栃木県の県央南部に位置し、町域は東西8.0km、南北12.5km、面積は61.06km2である。東京からは北に約90kmの距離にあり、東は下野市、南は小山市、西は栃木市、北は鹿沼市と宇都宮市に隣接している。
地勢は、西境を思川、中央部を黒川、東境沿いを姿川が流れており、思川と黒川は本町の南部で合流する。関東平野の北部にあたるほぼ平坦な地形で、海抜は50 - 100mである。壬生城の城下町、日光街道の宿場町として、また黒川を利用した河川交通の要衝として栄えた地域である。土地利用状況は、田が約31％、畑が約18％、宅地が約16％、山林が約9％である。

## 歴史

### 沿革
- 6世紀ごろ - 現在の大字羽生田付近に茶臼山古墳、桃花原古墳など複数の古墳が造られる。
- 7世紀ごろ - 現在の大字壬生付近に車塚古墳、牛塚古墳などが造られる。
- 794年（延暦13年） - 下野国都賀郡に円仁が生まれる。俗姓は壬生氏。
- 1462年（寛正3年） - 壬生胤業が現在の大字壬生に館を構える。壬生城の始まり。
- 1602年（慶長7年） - 壬生藩が立藩。
- 1871年（明治4年）7月 - 廃藩置県で壬生藩は廃藩となり、壬生藩は壬生県となる。
- 1871年（明治4年）11月 - 壬生県が栃木県に編入され、壬生町になる。
- 1872年（明治5年）8月4日 - 壬生郵便取扱所（現・壬生郵便局）が大字壬生に開設される。
- 1889年（明治22年）4月1日 - 町村制施行により壬生町・藤井村が合併し壬生町、上稲葉村・下稲葉村・羽生田村・福和田村・七ツ石村が合併し稲葉村、安塚村・北小林村・上田村・中泉村・助谷村・国谷村が合併し南犬飼村が成立する。
- 1931年（昭和6年）8月11日 - 東武鉄道宇都宮線が新栃木 - 東武宇都宮間で全線開業し、壬生駅・国谷駅・安塚駅が開設される。
- 1954年（昭和29年）11月3日 - 壬生町と稲葉村が新設合併。新・壬生町となる。
- 1955年（昭和30年）7月28日 - 壬生町が南犬飼村を編入合併。現在の形となる。
- 1962年（昭和37年）2月27日 - 栃木県立壬生高等学校が創立される。
- 1964年（昭和39年）3月 - 輸出玩具団地（おもちゃのまち）の建設を開始する。
- 1965年（昭和40年）6月7日 - おもちゃのまち駅が開設される。
- 1974年（昭和49年）7月 - 獨協医科大学病院が開院する。
- 1985年（昭和60年）9月 - 壬生城址公園開設。壬生中央公民館、図書館、歴史民俗資料館が完成する。
- 1986年（昭和61年）7月 - 黒川の里ふれあいプールが開設される。
- 1988年（昭和63年）3月 - 嘉陽が丘ふれあい広場に宿泊研修施設が落成する。
- 1989年（平成元年）2月 - 児童館が落成する。
- 1990年（平成2年）
  - 3月 - クリーンセンターが落成する。
  - 9月 - 安塚地区を中心に竜巻災害が発生する。
- 1994年（平成6年）4月 - おもちゃのまち駅自転車駐車場、生涯学習館が開設される。
- 1995年（平成7年）
  - 4月 - おもちゃ博物館、町総合運動公園が開設される。
  - 10月 - 第10回国民文化祭・とちぎ95「国際おもちゃフェスティバル」が開催される。
- 1996年（平成8年）3月 - 壬生町環境センターが落成する。わんぱく北っ子の森が完成する。
- 2000年（平成12年）
  - 2月 - ふれあい交流館が開設される。
  - 7月27日 - 北関東自動車道の開通に伴い壬生インターチェンジが供用を開始する。
  - 9月 - 第17回全国都市緑化フェアが開催される。
- 2005年（平成17年） - 「とちぎファームフェスタ」が開催される。
- 2007年（平成19年）4月28日 - おもちゃのまちバンダイミュージアムが開設される。
- 2008年（平成20年）12月20日 - 北関東自動車道真岡IC - 桜川筑西IC間の開通に伴い壬生パーキングエリアが開設される。
- 2009年（平成21年）
  - 10月23日 - ハイウェイオアシス（道の駅みぶ）、みらい館が開設される。
  - 11月1日 - 鹿沼市と境界変更。
- 2010年（平成22年）1月 - 栃木県ドクターヘリが獨協医科大学病院を基地病院として運航を開始する。
- 2011年（平成23年）
  - 8月1日 - 鹿沼市と境界変更。
  - 9月16日 - 大字羽生田・大字中泉・大字七ツ石の一部に「みぶ羽生田産業団地」を新設する。
- 2012年（平成24年）12月 - みぶ羽生田産業団地の分譲を開始する。
- 2013年（平成25年）1月 - デマンドタクシーみぶまるの運行を開始する。
- 2014年（平成26年）
  - 4月1日 - 防災行政無線の運用を開始する。
  - 8月 - 七ツ石、羽生田地区を中心に竜巻災害が発生する。
- 2015年（平成27年）
  - 3月10日 - 石橋地区消防組合壬生分署を移転、壬生消防署に改組し運用を開始する。安塚分遣所を統合する。
  - 9月 - 関東・東北豪雨の発生により被害を受ける。
- 2022年（令和4年）5月6日 - 役場新庁舎が開庁する[4]。

## 人口
| |                                        |  |
| 壬生町と全国の年齢別人口分布（2005年） | 壬生町の年齢・男女別人口分布（2005年） |  |
| ■紫色 ― 壬生町 ■緑色 ― 日本全国 | ■青色 ― 男性 ■赤色 ― 女性              |  |
| 壬生町（に相当する地域）の人口の推移 \| 1970年（昭和45年） \| 25,485人 \| \| \| 1975年（昭和50年） \| 30,791人 \| \| \| 1980年（昭和55年） \| 35,037人 \| \| \| 1985年（昭和60年） \| 37,573人 \| \| \| 1990年（平成2年） \| 39,588人 \| \| \| 1995年（平成7年） \| 39,823人 \| \| \| 2000年（平成12年） \| 39,853人 \| \| \| 2005年（平成17年） \| 40,107人 \| \| \| 2010年（平成22年） \| 39,605人 \| \| \| 2015年（平成27年） \| 39,951人 \| \| \| 2020年（令和2年） \| 39,474人 \| \| |                                        |  |
| 総務省統計局 国勢調査より |                                        |  |
| 1970年（昭和45年） | 25,485人                               |  |
| 1975年（昭和50年） | 30,791人                               |  |
| 1980年（昭和55年） | 35,037人                               |  |
| 1985年（昭和60年） | 37,573人                               |  |
| 1990年（平成2年） | 39,588人                               |  |
| 1995年（平成7年） | 39,823人                               |  |
| 2000年（平成12年） | 39,853人                               |  |
| 2005年（平成17年） | 40,107人                               |  |
| 2010年（平成22年） | 39,605人                               |  |
| 2015年（平成27年） | 39,951人                               |  |
| 2020年（令和2年） | 39,474人                               |  |

## 行政

### 歴代首長
旧壬生町
| 代 | 氏名         | 就任                   |
| -- | ------------ | ---------------------- |
| 1  | 高橋兵右衛門 | 1889年（明治22年）4月  |
| 2  | 渡辺百       | 1893年（明治26年）5月  |
| 3  | 大山嘉七     | 1893年（明治26年）6月  |
| 4  | 沢田興孝     | 1901年（明治34年）6月  |
| 5  | 石崎戎三     | 1901年（明治34年）12月 |
| 6  | 山口翼       | 1903年（明治36年）9月  |
| 7  | 大山嘉七     | 1907年（明治40年）2月  |
| 8  | 大島正従     | 1915年（大正4年）2月   |
| 9  | 大山嘉七     | 1918年（大正7年）1月   |
| 10 | 松本茂       | 1922年（大正11年）1月  |
| 11 | 篠原峯作     | 1926年（大正15年）6月  |
| 12 | 荒川為右衛門 | 1930年（昭和5年）8月   |
| 13 | 白石春吉     | 1934年（昭和9年）1月   |
| 14 | 佐藤鶴七     | 1938年（昭和13年）4月  |
| 15 | 小田垣健一郎 | 1945年（昭和20年）6月  |
| 16 | 松本義       | 1946年（昭和21年）8月  |

合併時町長職務執行者 松本義
町長（新設合併後）
| 代 | 氏名         | 就任           | 退任           | 備考                                                                                             |
| -- | ------------ | -------------- | -------------- | ------------------------------------------------------------------------------------------------ |
| 1  | 佐藤鶴七     | 1954年12月12日 | 1958年12月11日 | 1期、1954年11月に稲葉村との合併後就任、元県議会議員、佐藤勉の祖父                                |
| 2  | 小田垣健一郎 | 1958年12月12日 | 1966年12月11日 | 2期、元県議会議員、県議会第43・46代議長、第45代副議長                                            |
| 3  | 佐藤昌次     | 1966年12月12日 | 1970年5月9日   | 1期、在任中の1970年5月に急逝、元県議会議員、県議会第54代議長、第54代副議長、初代・佐藤鶴七の息子 |
| 4  | 佐藤三郎     | 1970年6月20日  | 1978年3月3日   | 2期、元県議会議員、3代目・佐藤昌次の親族                                                         |
| 5  | 佐藤正幸     | 1978年4月16日  | 1982年4月15日  | 1期                                                                                              |
| 6  | 楡井章三     | 1982年4月16日  | 1990年4月15日  | 2期、元町議会議員                                                                                |
| 7  | 清水英世     | 1990年4月16日  | 2010年4月15日  | 5期、元栃木県立栃木高等学校校長、元道路整備促進期成同盟会全国協議会副会長、元栃木県町村会長      |
| 8  | 小菅一弥     | 2010年4月16日  | 現職           | 3期目、元町議会議長、町議会副議長                                                                |

### 行政施設

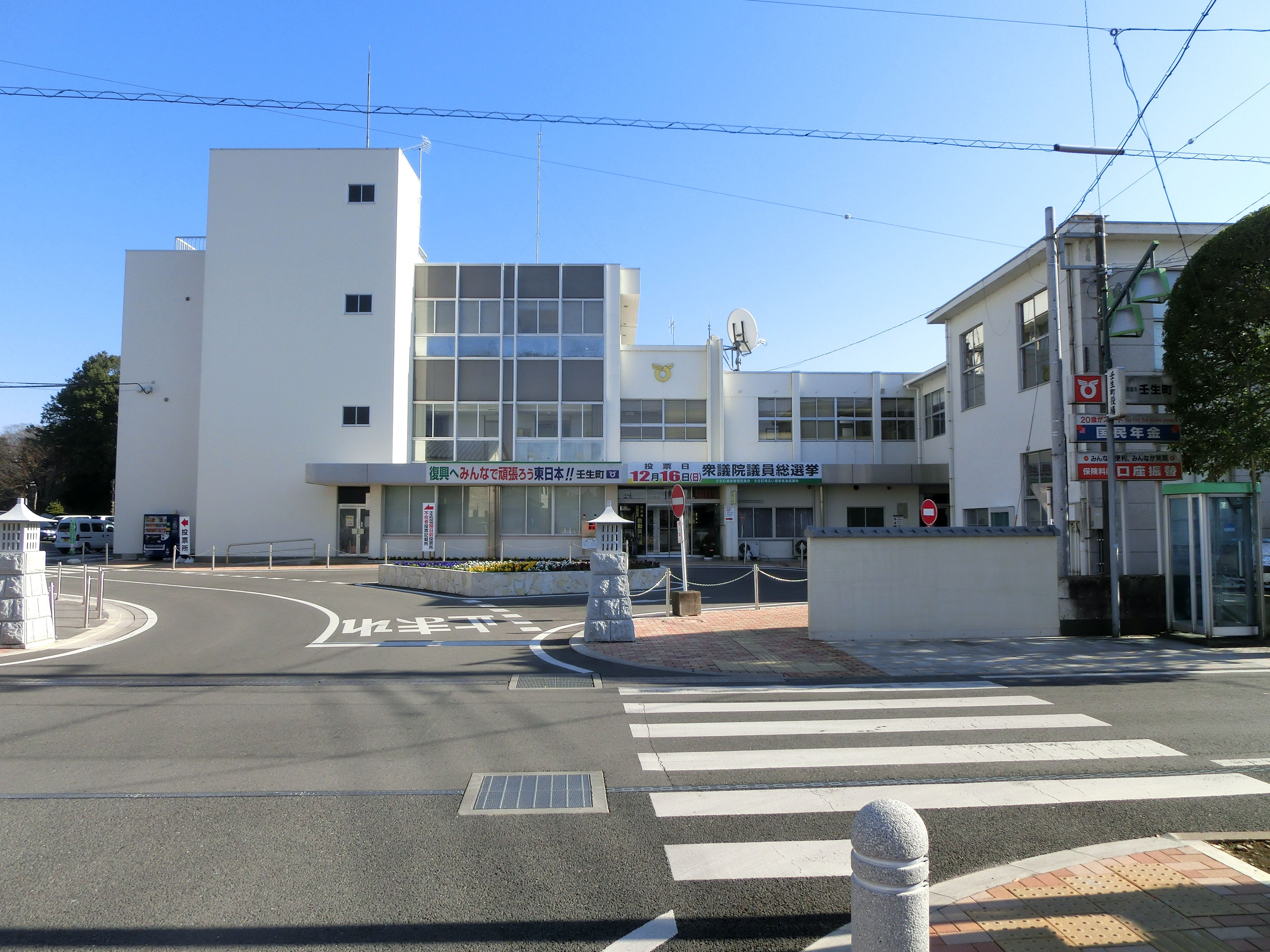
旧役場庁舎

- 壬生町役場：栃木県下都賀郡壬生町大字壬生甲3841番地1[4]
  - 旧庁舎所在地：壬生町通町12番22号[5]
- 稲葉出張所：壬生町大字上稲葉933番地1[5]
- 南犬飼出張所：壬生町大字安塚1170番地27[5]

### 地域施設
- 睦地区コミュニティセンター
- 安塚地区コミュニティセンター
- 稲葉地区公民館
- 南犬飼地区公民館
  - 南犬飼地区公民館分館
- 壬生町ふれあい女性センター

### 警察
町内全域が栃木警察署の管内である。
- 壬生交番
- おもちゃのまち交番
- 上田駐在所
- 稲葉駐在所

### 消防
町内全域が石橋地区消防組合の管内である。
- 壬生消防署（壬生分署を改組、安塚分遣所を統合）

## 議会

### 町議会

#### 議員構成
- 定数：16名
- 議長：議会を代表し会議の進行や議会に関する事務処理を行う。

- 副議長：議長が欠けたときや不在時に議長の代わりを務める。

#### 議員会派
- 清友会：9名（1名は公明党）
- 新清会：4名
- 国民民主党：1名
- 日本共産党：1名
- 無会派：1名

#### 常任委員会
- 総務常任委員会 定数：6人
- 教育民生常任委員会 定数：5人
- 建設経済常任委員会 定数：5人

#### 特別委員会
- 壬生町議会広報特別委員会 定数：5人

### 県議会（壬生町選挙区）
詳細は「栃木県議会」を参照
| 議員名 | 会派名       | 備考  |
| ------ | ------------ | ----- |
| 佐藤良 | とちぎ自民党 | 5期目 |

### 衆議院
- 任期 ： 2021年（令和3年）10月31日 - 2025年（令和7年）10月30日（「第49回衆議院議員総選挙」参照）

| 選挙区 | 議員名 | 党派名     | 当選回数 | 備考   |
| --- | ------ | ---------- | -------- | ------ |
| 栃木県第4区（壬生町、小山市、真岡市、下野市（旧石橋町、国分寺町）、栃木市（旧大平町、藤岡町、都賀町、岩舟町域）、芳賀郡、野木町） | 佐藤勉 | 自由民主党 | 9        | 選挙区 |

## 経済

### 農業
町内全域がJAしもつけ管内に属しており、首都圏に近い立地を活かした農業が実践されている。中央部から東部にかけて広がる関東平野の平坦地を活かした米麦などの土地利用型農業の他、特に冬の日照を活かしたイチゴ・トマト・ニラなどの施設園芸が盛んである。

#### 特産品
- かんぴょう、いちご、ごぼう、切り花、薬草
- サビかん - ワサビを入れたかんぴょう巻き[6][7]

### 工業
- おもちゃ団地
  - トミーテック本社工場
  - バンダイ
- みぶ羽生田産業団地
  - ファナック壬生工場
  - 三和
  - ホンダパーツ日商栃木営業所
- 惣社東産業団地（一部）
- 吾妻工業専用地域（一部栃木市）
  - 日立建機教習センター栃木教習所

### 商業
- フレスポおもちゃのまち
  - カスミ おもちゃのまち店
  - ザ・ダイソー フレスポおもちゃのまち店
  - マクドナルド おもちゃのまちフレスポ店
  - カワチ薬品 おもちゃのまち東店
  - ヤマダ電機 テックランド壬生店
  - Honda Cars 栃木おもちゃのまち店
  - ミニストップ 壬生おもちゃのまち店
- コストコホールセール 壬生倉庫店
- 食品スーパー「たいらや」（2025年5月オープン予定）

## 地域

### 町名一覧

#### 壬生地区
- 駅東町（えきひがしまち）
- 表町（おもてまち）
- 大師町（だいしちょう）
- 中央町（ちゅうおうちょう）
- 通町（とおりまち）
- 大字藤井（ふじい）
- 本丸（ほんまる）一-二丁目
- 大字壬生甲（みぶこう）
- 大字壬生乙（みぶおつ）
- 大字壬生丙（みぶへい）
- 大字壬生丁（みぶてい）
- 元町（もとまち）

#### 稲葉地区
- 大字上稲葉（かみいなば）
- 大字下稲葉（しもいなば）
- 大字七ツ石（ななついし）
- 大字羽生田（はにゅうだ）
- 大字福和田（ふくわた）
- みぶ羽生田産業団地

#### 南犬飼地区
- あけぼの町（あけぼのちょう）
- いずみ町（いずみちょう）
- 落合（おちあい）一-三丁目
- おもちゃのまち一-五丁目
- 大字上田（かみだ）
- 大字北小林（きたこばやし）
- 大字国谷（くにや）
- 寿町（ことぶきちょう）
- 幸町（さいわいちょう）一-四丁目
- 至宝（しほう）一-三丁目
- 大字助谷（すけがい）
- 大字中泉（なかいずみ）
- 緑町（みどりちょう）一-四丁目
- 大字安塚（やすづか）
- 若草町（わかくさちょう）

### 教育

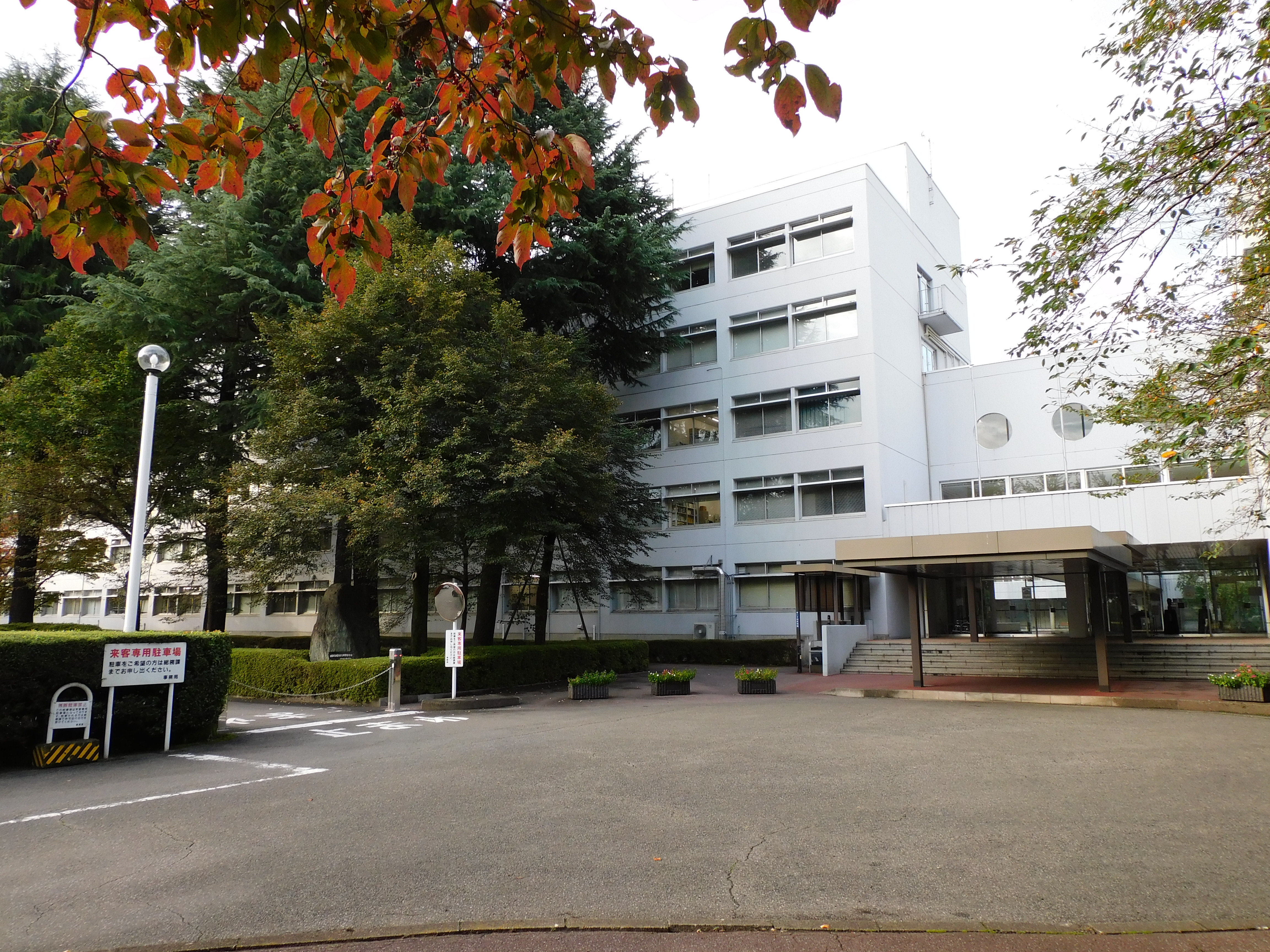
獨協医科大学（北小林）

#### 大学
- 獨協医科大学

#### 高等学校
- 栃木県立壬生高等学校

#### 中学校
- 壬生町立壬生中学校 - 旧壬生中学校と稲葉中学校を統合し、新設された。
- 壬生町立南犬飼中学校

#### 小学校
- 壬生町立安塚小学校
- 壬生町立羽生田小学校 - 羽生田城址に建っている。
- 壬生町立藤井小学校
- 壬生町立壬生小学校
- 壬生町立壬生東小学校
- 壬生町立壬生北小学校（1960年に南犬飼小学校から改称）
- 壬生町立睦小学校 - おもちゃのまち地区の人口が増えたことにより、壬生東小学校区を分割する形で新設された。
- 壬生町立稲葉小学校

#### 保育園
- 壬生町立とおりまち保育園
- 壬生町立やすづか保育園
- 壬生町立いなば保育園
- 壬生町立しもだい保育園
- 壬生町立すけがい保育園

#### かつて存在した学校
- 壬生町立稲葉中学校（1981年に壬生中学校と統合）
- 壬生町立北小学校（1960年に南犬飼小学校国谷分校と統合し壬生東小学校へ）
- 壬生町立南犬飼小学校国谷分校（1960年に北小学校と統合し壬生東小学校へ）

### 郵便

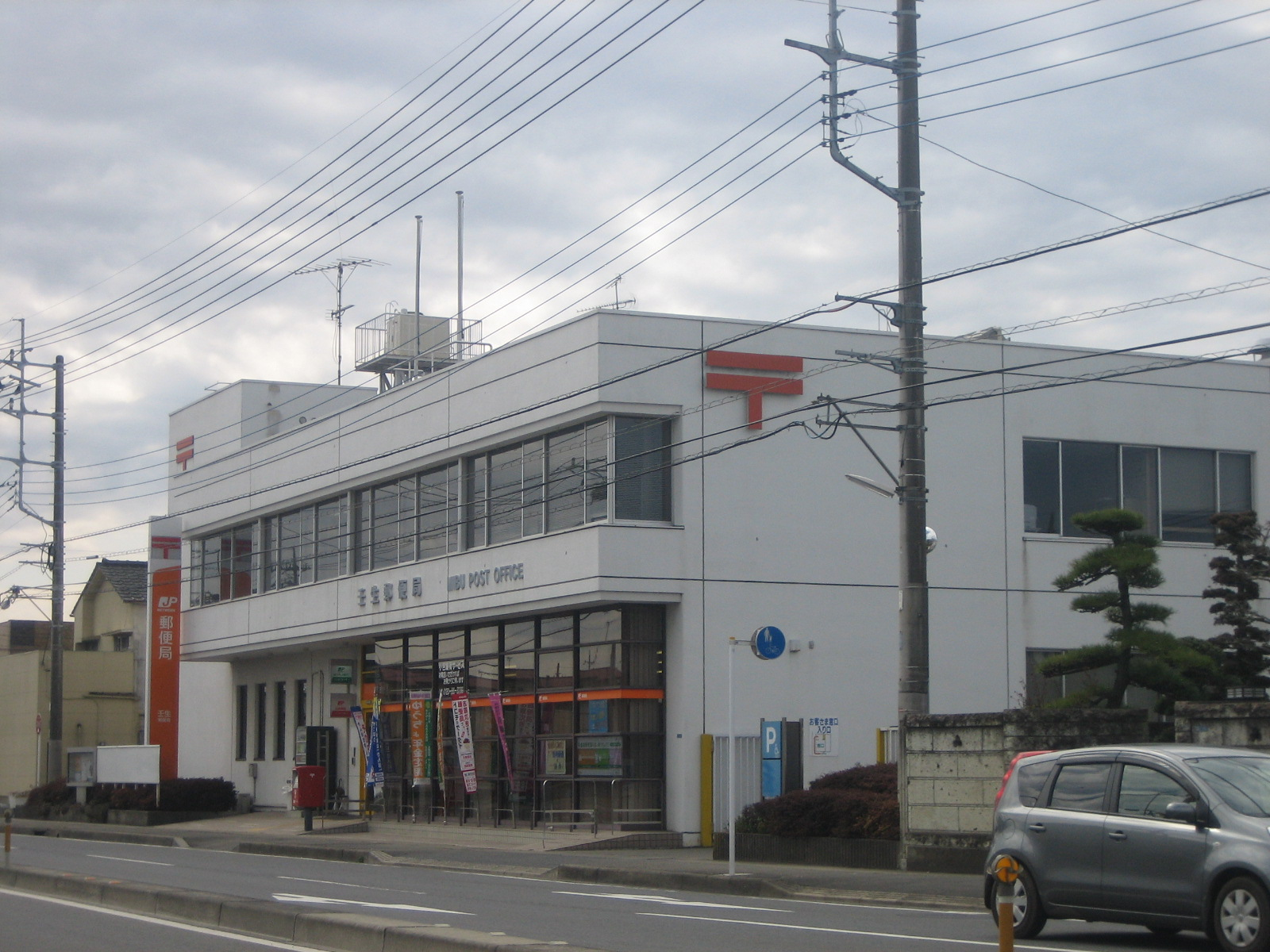
壬生郵便局（落合1丁目）

郵便番号は「321-02xx」が該当する。集配局は町内全域が壬生郵便局の管轄となる。

#### 郵便局
- 壬生郵便局 (07027)

- 南犬飼郵便局 (07130)
- 稲葉郵便局 (07140)
- おもちゃのまち郵便局 (07241)
- 壬生中央町郵便局 (07276)
- 獨協医科大学前簡易郵便局 (07750)

### 電話番号
一部地域（後述）を除き町内全域が栃木MAの管轄となり、市外局番は「0282」。収容局は以下のビルが該当し、市内局番は以下の通り。
- 栃木壬生2局：81、82、83
- 南犬飼局：85、86、87

下記地域は壬生町外の収容局が管轄となる。
- 楡木局（鹿沼MA・市外局番は「0289」）：71、75
  - 大字羽生田の一部地域が該当。

## 文化

### 博物館
- 歴史民俗資料館
- 壬生町おもちゃ博物館
- おもちゃのまちバンダイミュージアム

### ホール
- 城址公園ホール（壬生中央公民館）

### 図書館
- 町立図書館

### スポーツ施設
- 壬生町総合公園陸上競技場
- 北部運動場
- 南部運動場
- 総合運動場
  - テニスコート
  - 体育館
  - 体育広場
  - 武道館
  - 管理棟

### 宿泊施設
- 嘉陽が丘ふれあい広場 - 旧稲葉中学校。宿泊研修施設。

### 健康・福祉
- 黒川の里ふれあいプール（1986年オープン、2023年閉鎖[8]）
- 健康福祉センター
  - 町民活動支援センター
  - 子育て支援センター
- 児童館
- 生涯学習館
- 就労支援施設むつみの森
  - こども発達支援センタードリームキッズ

### 公園
- 壬生町総合公園
  - 陸上競技場
  - 壬生町おもちゃ博物館
- とちぎわんぱく公園 - 壬生町総合公園に隣接する県営都市公園。
- 道の駅みぶ - 壬生町総合公園に隣接する道の駅。
  - みらい館
- 東雲公園（しののめ桜堤）
  - ふれあい交流館
- 壬生城址公園
  - 城址公園ホール（壬生中央公民館）
  - 歴史民俗資料館
  - 町立図書館

### 町おこし
壬生町は論語による町おこしに取り組んでおり、「壬生論語古義抄」を一般向けに発売した。1週間で200冊が売れた。

## 交通

### 鉄道路線
- 東武鉄道
  - 宇都宮線：壬生駅 - 国谷駅 - おもちゃのまち駅 - 安塚駅

### バス・タクシー
- 関東自動車
  - 獨協医大線（おもちゃのまち駅 - 獨協医大病院）
  - ゆうがおバス（石橋駅 - おもちゃのまち駅 - 獨協医大病院）
    - 2019年（令和元年）10月1日から、石橋駅を基点に下野市・上三川町・壬生町広域連携バス「ゆうがおバス」の実証運行が開始された[10]。石橋駅からおもちゃのまち駅を経由して獨協医大病院前を結ぶ[11][12]。2022年（令和4年）4月1日より本格運行へ移行、時刻改正を実施。土日祝日の運行本数増加[13][14]
- 壬生町コミュニティバス「みぶーぶ」 - 町内循環線、壬生高線
  - 2023年2月16日運行開始[15]
- デマンドタクシー「みぶまる」[16]
  - 町内の任意の地点同士を運行する。1時間間隔の運行。土休運休。利用は事前登録要。

### 道路
- 高速道路
  - 北関東自動車道 : (PA)壬生PA - (9) 壬生IC
- 一般国道
  - 国道121号
  - 国道352号
- 県道（主要地方道）
  - 栃木県道2号宇都宮栃木線
  - 栃木県道3号宇都宮亀和田栃木線
  - 栃木県道18号小山壬生線
  - 栃木県道65号鹿沼下野線
  - 栃木県道71号羽生田上蒲生線
- 県道（一般県道）
  - 栃木県道121号壬生停車場線
  - 栃木県道132号安塚停車場線
  - 栃木県道155号羽生田鶴田線
  - 栃木県道172号上田壬生線
  - 栃木県道183号下野壬生線
  - 栃木県道184号安塚雀宮線
  - 栃木県道221号国谷家中停車場線
  - 栃木県道301号国谷停車場線
  - 栃木県道302号おもちゃのまち停車場線
- 道の駅
  - みぶ（北関東自動車道壬生PAに隣接（ハイウェイオアシス））

## 観光

### 神社仏閣
- 壬生寺
- 雄琴神社
- 愛宕神社
- 興生寺
- 豊栖院
- 精忠神社 - 壬生城址内、鳥居元忠を祭神とする。
- 興光寺
- 縄解地蔵尊
- 常楽寺
- 円宗寺
- 歓喜院
- 高尾神社
- 梅林天満宮
- 不動院
- 安昌寺
- 磐裂根裂神社
- 小林神社
- 円照寺

### 古墳
- 愛宕塚古墳
- 車塚古墳
- 牛塚古墳
- 桃花原古墳
- 茶臼山古墳
- 富士山古墳
- 長塚古墳
- 亀の子塚古墳
- 亀塚古墳
- 吾妻古墳

### 祭事
- しののめ桜まつり（4月初旬）
- 八坂祭（7月7日 - 16日）
- 雄琴神社茅の輪くぐり（大祓、7月31日）
- 壬生ふるさとまつり（8月下旬）
- 蘭学通りまつり（10月中旬） - 2014年より休止
- 壬生町総合産業まつり（11月3日）

### 旧跡
- 壬生城址
- 壬生一里塚
- 稲葉一里塚

### その他
- とちぎわんぱく公園 - 壬生町総合公園に隣接する県営都市公園。
- おもちゃのまちバンダイミュージアム

## 出身人物・関連する人物
歴史的人物
- 円仁（慈覚大師）第3代天台座主[注釈 1]
- 壬生氏（壬生城主）
  - 壬生綱房 戦国大名壬生氏3代当主で宇都宮氏の宿老で謀略家として知られる。晩年には下克上を果たして独立し、壬生氏の全盛期を築きあげる。
  - 壬生徳雪斎 綱房の弟。宇都宮氏の軍師として知られる。
- 鳥居氏（壬生藩主）
- 鯉沼九八郎（自由民権運動家、県議会議員、旧稲葉村）
- 森田仲造（元壬生藩士、陸軍伍長）

政治家
- 佐藤勉（衆議院議員、元総務大臣、元県議会議員）
- 佐藤良（県議会議員）
- 鯉沼義則（元県議会議員）

芸術家
- 人見城民（漆芸家）
- 高久空木（染色作家）
- 北原武夫（小説家）

芸能
- 安納なお（歌手）壬生・ふるさと夢大使[18]
- 大島優子（女優、元AKB48）※栃木県立壬生高等学校、壬生町立南犬飼中学校出身
- カトショー（お笑い芸人）※壬生町立壬生中学校出身
- 栗原英雄（俳優、元劇団四季）
- 斉藤和義（シンガーソングライター）
- サトウヒロコ（シンガーソングライター）※2011年10月3日栃木県壬生町かんぴょう大使就任。

漫画家
- 柊あおい（漫画家）

小説家
- 北原武夫（小説家）

スポーツ
- 相樂亨（サッカー審判員・日本サッカー協会所属）
- 戸崎圭太（中央競馬騎手・日本中央競馬会所属）

その他
- 渡辺芳則（五代目山口組組長）